# Martin Kment
Martin Kment (* 1975) ist ein deutscher Rechtswissenschaftler und Hochschullehrer.

## Leben
Kment absolvierte ein Studium der Rechtswissenschaft an der Westfälischen Wilhelms-Universität Münster und an der Universität Cambridge. Er legte 2000 die erste Staatsprüfung vor dem Oberlandesgericht Hamm ab. Seine Promotion erfolgte mit der Dissertation Rechtsschutz im Hinblick auf Raumordnungspläne 2002 an der Universität in Münster. Die Dissertation wurde 2002 von der Universität Münster ausgezeichnet und 2003 von der Stiftung der Städte, Gemeinden und Kreise zur Förderung der Kommunalwissenschaften. Ebenfalls 2002 schloss er in Cambridge sein LL.M. ab. Hierfür wurde er mit dem Lizette Bentwich-Prize des Trinity College ausgezeichnet. 2004 bestand er schließlich die zweite Staatsprüfung in Düsseldorf.
Kment wurde 2004 Adjunct Research Associate an der University of New South Wales, bevor er von 2004 bis 2011 stellvertretender Geschäftsführer des Zentralinstituts für Raumplanung an der Universität Münster war. In dieser Zeit war er zudem 2007 Senior Visiting Scholar an der University of California, Berkeley. Auch erfolgte in Münster 2009 seine Habilitation mit der Arbeit Grenzüberschreitendes Verwaltungshandeln: Transnationale Elemente deutschen Verwaltungsrechts.
Kment folgte 2011 einem Ruf auf den Huessen-Stiftungslehrstuhl für Öffentliches Recht und Europarecht, Recht der erneuerbaren Energien, Umwelt- und Planungsrecht an die EBS Universität für Wirtschaft und Recht nach Wiesbaden. Zum Sommersemester 2013 wechselte er auf den Lehrstuhl für Öffentliches Recht und Europarecht, Umweltrecht und Planungsrecht an die Universität Augsburg. Dort wurde er zugleich geschäftsführender Direktor des Instituts für Umweltrecht.
Seit 2015 ist er außerdem Mitglied der Landesarbeitsgemeinschaft Bayern der Akademie für Raumforschung und Landesplanung. Ebenfalls seit 2015 hat er das Amt des Forschungsdekans der Juristischen Fakultät der Universität Augsburg inne.
Kment lehnte 2015 einen Ruf an die Universität Bremen ab.

## Werke (Auswahl)
- Flexibilisierung von Netzverknüpfungspunkten: zugleich eine Untersuchung zu den Sonderrechten für ausgewählte Energieleitungsvorhaben, zur legislativen Bedarfsplanung und zur erstinstanzlichen Zuständigkeit des Bundesverwaltungsgerichts, Mohr Siebeck, Tübingen 2020, ISBN 978-3-16-159604-9.
- Die Neujustierung des Nachhaltigkeitsprinzips im Verwaltungsrecht: Lückenschluss in der Nachhaltigkeitsdogmatik nach neuseeländischem Vorbild; Mohr Siebeck, Tübingen 2019, ISBN 978-3-16-156920-3.
- mit Hans Jarass: EU-Grundrechte, C.H. Beck, 2. Auflage, München 2019, ISBN 978-3-406-73146-4.
- (Hrsg.): Raumordnungsgesetz: mit Landesplanungsrecht, Nomos, Baden-Baden 2019, ISBN 978-3-8487-2592-2.
- mit Hans Jarass: Baugesetzbuch: Kommentar, C.H. Beck, 2. Auflage, München 2017, ISBN 978-3-406-70763-6.
- Öffentliches Bausrecht: Bauplanungsrecht, JuS-Schriftenreihe, 7. Auflage, München 2017, ISBN 978-3-406-70187-0.
- Streitfragen der Erdverkabelung: gesetzliche Zielsetzung und Anwendung des § 2 EnLAG und § 4 BBPlG, Mohr Siebeck, Tübingen 2017, ISBN 978-3-16-155609-8.
- Grenzüberschreitendes Verwaltungshandeln: transnationale Elemente deutschen Verwaltungsrechts, Mohr Siebeck, Tübingen 2010, ISBN 978-3-16-150320-7.
- Nationale Unbeachtlichkeits-, Heilungs- und Präklusionsvorschriften und Europäisches Recht, Lexxion, Berlin 2005, ISBN 978-3-936232-49-3.